# Trattato di Canandaigua
Il trattato di Canandaigua è un trattato firmato al termine della rivoluzione americana tra gli Stati Uniti e le Sei Nazioni irochesi.

## Storia
Fu siglato a Canandaigua, nello stato di New York, l'11 novembre 1794, da cinquanta sachem della Confederazione Irochese e da Timothy Pickering, inviato del presidente George Washington.
Il trattato stabilì l'amicizia tra gli Stati Uniti e gli irochesi, affermando i diritti di questi ultimi al possesso di terra nello Stato di New York, con gli stessi confini stabiliti nel Phelps and Gorham Purchase del 1788.
Noto anche come trattato di Pickering e trattato del calicot, l'accordo è ancora riconosciuto attivamente dagli Stati Uniti e dalle nazioni irochesi; nello Stato di New York, le Sei Nazioni ricevono ancora, secondo il trattato, vestiti in calicot come pagamento, mentre gli Oneida del Wisconsin ricevono un pagamento annuo di 1800 $.